# Flávio Henrique Esteves Guedes
Flávio Henrique Esteves Guedes, noto semplicemente come Flávio (Teófilo Otoni, 5 marzo 1985), è un ex calciatore brasiliano, di ruolo portiere.